# Diocèse de Port-de-Paix
Le diocèse de Port-de-Paix est une circonscription territoriale de l'Église catholique en Haïti dans le département du Nord-Ouest. Il fait partie de la province ecclésiastique de Cap-Haïtien. Depuis 2020, l'évêque de Port-de-Paix est Mgr Charles Peters Barthélus (de).

## Histoire
Le diocèse de Port-de-Paix a été érigé le 3 octobre 1861, en même temps que l'archidiocèse de Port-au-Prince et les diocèses des Gonaïves et de Cap-Haïtien, par division de l'archidiocèse de Saint-Domingue, jusque-là seul diocèse de l'île d'Hispaniola.
Le premier évêque du nouveau diocèse n'a été nommé qu'en 1928.

## Liste des évêques de Port-de-Paix
- Paul-Marie Le Bihain, S.M.M. (1928 - 1935)
- Albert-Marie Guiot, S.M.M. (1936 - 1975)
- Rémy Augustin, S.M.M. (1978 - 1982)
- Frantz Colimon, S.M.M. (1982 - 2008)
- Pierre-Antoine Paulo, O.M.I. (2008-2020)
- Charles Peters Barthélus (de) (depuis 2020)